# Mollet del Vallès
Mollet del Vallès è un comune spagnolo di 52 484 abitanti situato nella comunità autonoma della Catalogna.
Le gare di Tiro ai Giochi della XXV Olimpiade di Barcellona si disputarono a Mollet del Vallès.

## Infrastrutture e trasporti

### Autobus
Ci sono otto linee di autobus che attraversano la città e che servono sia per andare in altri luoghi che per spostarsi a Mollet. La tariffa urbana e la tariffa integrata della Autoritat del Transport Metropolità sono valide per queste linee all'interno della città.
L'autobus urbano L1, linea rossa, attraversa il nucleo urbano e ha una frequenza di passaggio tra 10 e 15 minuti, secondo il programma.
La linea blu corrisponde al bus che unisce Barcellona a Mollet e attraversa l'asse Burgos, Jaume I e Antoni Gaudí, e che risale al quartiere di Can Borrell effettuando sette fermate a Mollet.
- Línia 1, autobus urbano
- Línia 2, Barcellona – Mollet
- Línia 3, Mollet – Granollers
- Línia 4, Barcelona – Mollet – Riells
- Línia 5, Barcelona – Mollet – Parets – Lliçà de Vall
- Línia 6, Barcelona – Mollet – Montornès Nord
- Línia 7, Badalona – Mollet – Sabadell
- Línia 8, Martorelles - Mollet
- Línia N71, Barcelona – Mollet – Granollers (notturno)
- Línia Mollet - Sant Fost (L'Albus, servizio urbano di Sant Fost)
- Línia a la Universitat Autònoma (UAB) - campus de Bellaterra
- Línia Caldes de Montbui - Palau-solità i Plegamans - Mollet (Ospedale)
- Parets del Vallès - Mollet (Ospedale) - Santa Perpètua de Mogoda
- Linea di proprietà industriali

### Stradali

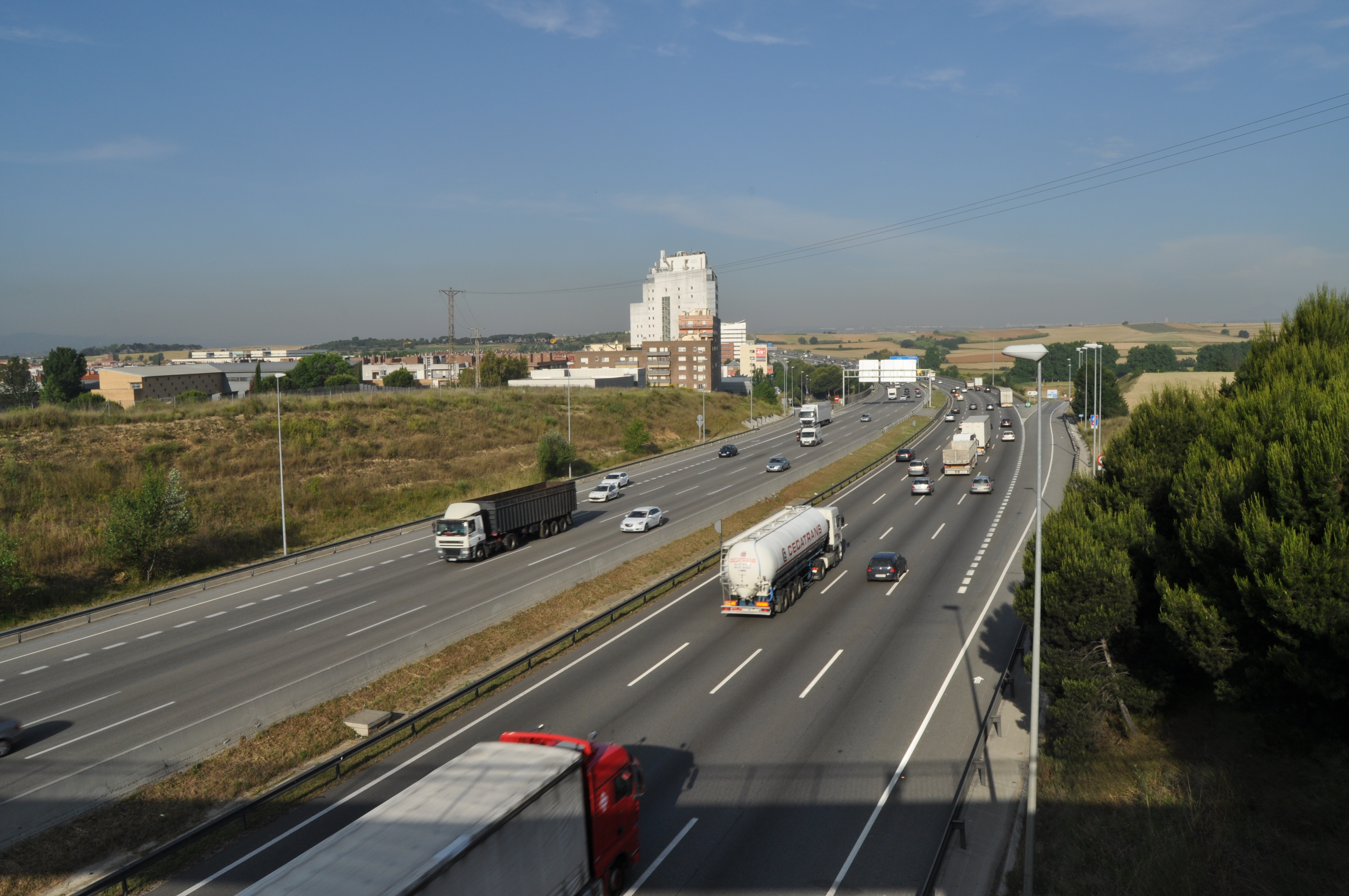
AP-7 a la altura de Mollet
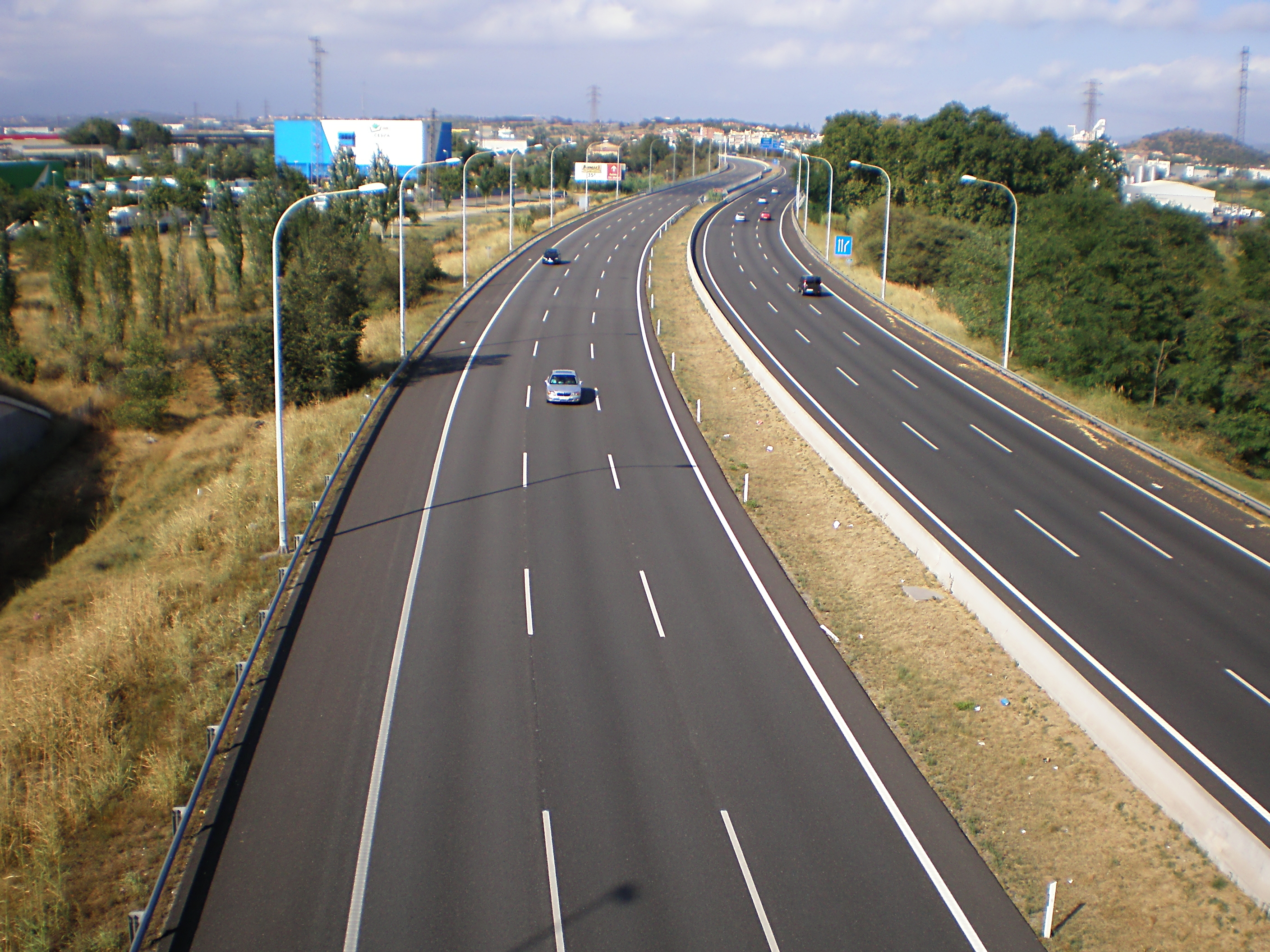
C-33 vista desde el puente nuevo a Martorelles, mirando hacia el Norte
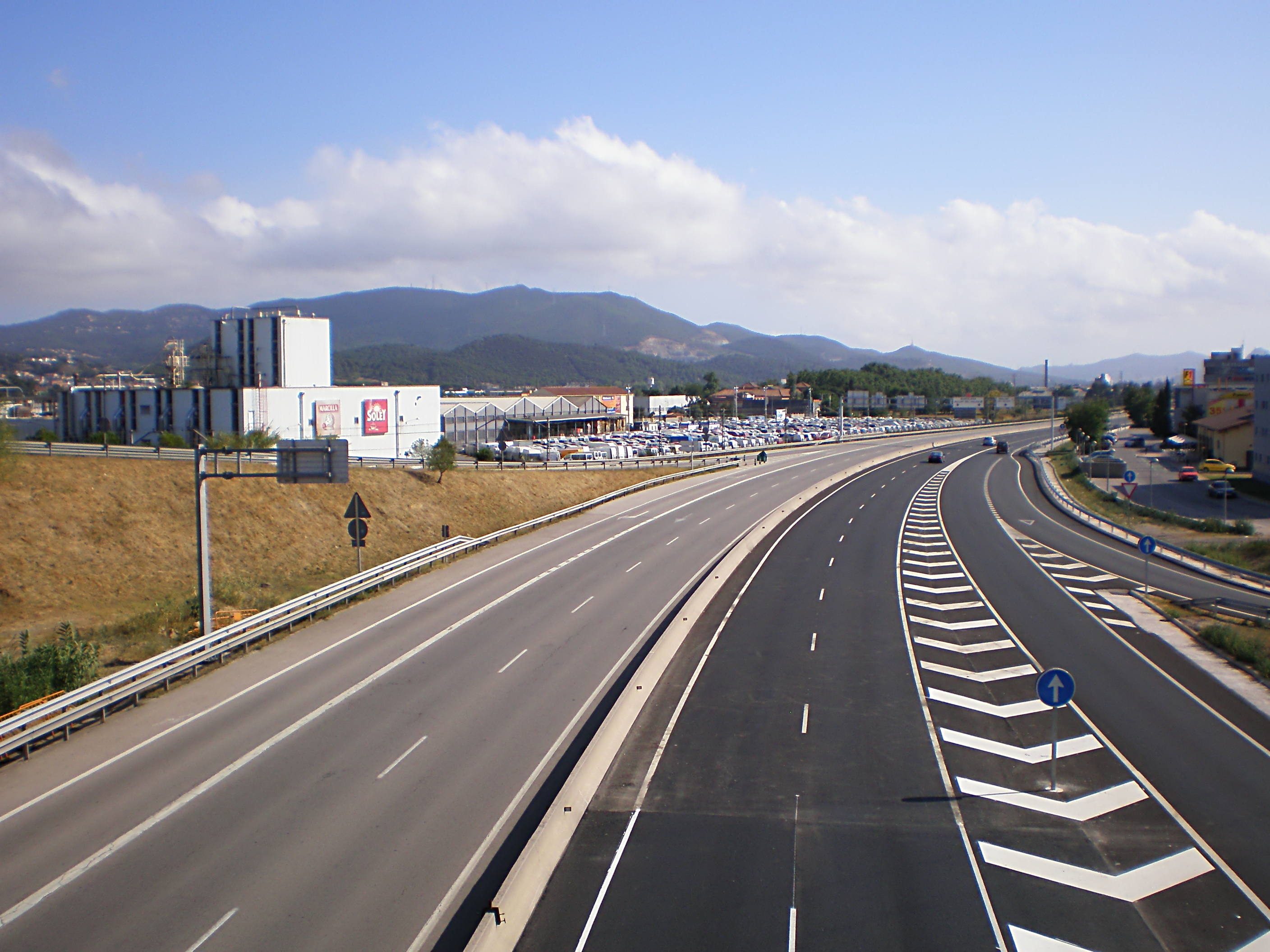
C-17 vista desde el puente nuevo a Martorelles, mirando haci el Sur

- Autopista AP-7

- Autopista C-33

- Carretera C-17

- Carretera B-500

- Carretera C-59

- Carretera B-140

### Ferroviari

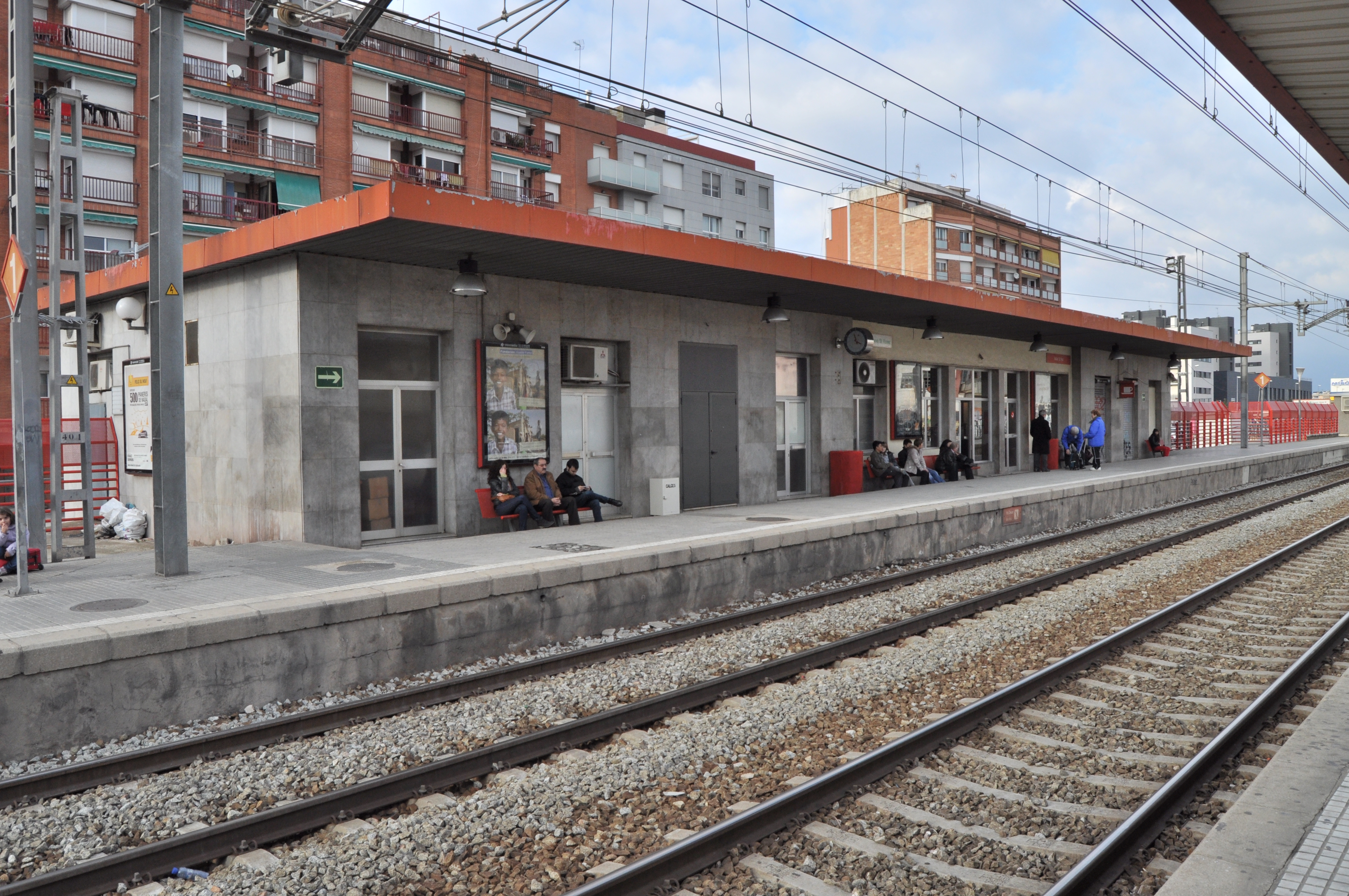
Estación de Mollet-San Fausto
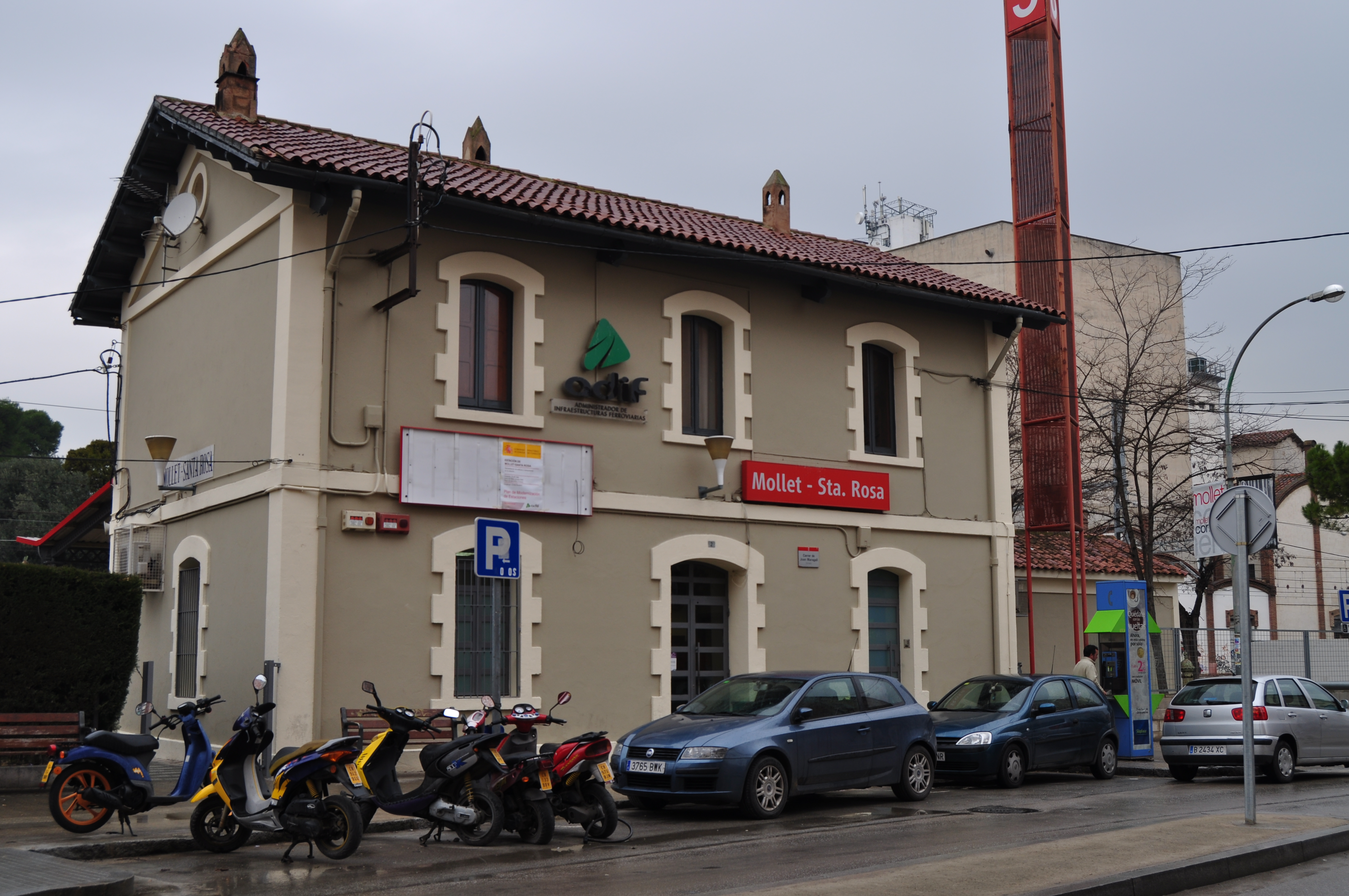
Estación de Mollet-Santa Rosa

Mollet té dues estacions de tren: Mollet - Sant Fost i Mollet - Santa Rosa.
A la primera hi trobem dues línies (R2 i la R8), que permeten la connexió de Mollet amb l'aeroport del Prat, Granollers, Barcellona, la Universitat Autònoma de Barcelona, Martorell, etc., mentre que en la segona hi ha la línia R3 (i en un futur la línia orbital), que permet la connexió amb l'Hospitalet de Llobregat, Vic, La Tor de Querol, etc.
- Línea de cercanías R-2 Norte (Aeropuerto-San Celoni). La estación de Mollet-San Fausto está situada a 10 minutos a pie del centro de la ciudad. Tiene parada de autobús urbano y de taxi.
- Línea de cercanías R-3 (Hospitalet de Llobregat - Puigcerdá). La estación de Mollet-Santa Rosa, está situada a 10 minutos a pie del centro de la ciudad. Tiene parada de autobús urbano.

- Línea de cercanías R-8 (Mollet-Castellbisbal-El Papiol).

## Amministrazione

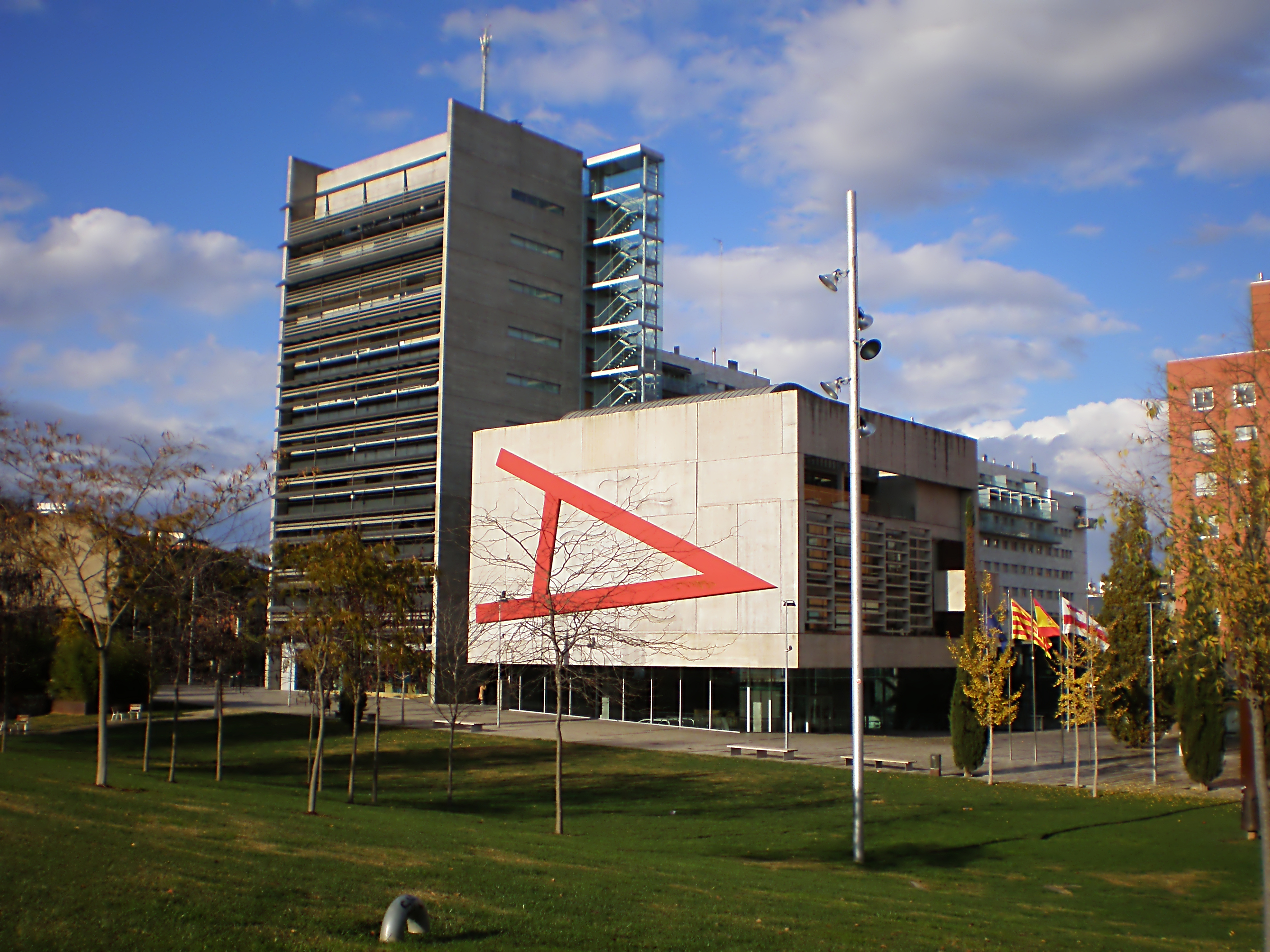
Municipio di Mollet del Vallés

### Gemellaggi
Mollet del Vallès è gemellata con:
- Ravensburg
- Rivoli
- Cinco Pinos